# Sanskruti Balgude
Sanskruti Sanjay Balgude (nascida em 19 de dezembro de 1992) é uma atriz indiana que atua na indústria de entretenimento em língua marata. Balgude é mais conhecida por seu filme Sarva Line Vyasta Ahet. Ela fez sua estreia no programa de TV marata Pinjara (2011), que foi ao ar no Zee Marathi. 

## Vida pregressa
Sanskruti nasceu em 19 de dezembro de 1992 em Pune, Maharashtra. O nome do pai dela é Sanjay Balgude e o nome da mãe é Sanjivani Balgude.

## Filmografia
| Ano  | Título                               | Papel             | Referências   |
| ---- | ------------------------------------ | ----------------- | ------------- |
| 2014 | Makadacha Lagin                      | Gauri             |               |
| 2014 | Sanngto Aika                         | Mohini            | [ 1 ] [ 2 ]   |
| 2015 | Shortcut                             | Ishika            | [ 3 ] [ 4 ]   |
| 2015 | Shinma                               |                   |               |
| 2016 | Nivdung                              | Sugandha          | [ 5 ] [ 6 ]   |
| 2016 | Damlelya Babanchi Kahani             | Filha de Gajanan  |               |
| 2017 | FU: Friendship Unlimited             | Tara              | [ 7 ] [ 8 ]   |
| 2017 | Ti Dete To Deto Saglech Detat Shivya | Sharwari          | [ 9 ]         |
| 2018 | Lagna Mubarak                        | Idha              |               |
| 2018 | Re Raya                              | Namorada de Manya |               |
| 2018 | Take Care Good Night                 | Paurnima          | [ 10 ] [ 11 ] |
| 2018 | Bhay                                 | Taniya Aapte      | [ 12 ] [ 13 ] |
| 2019 | Sarva Line Vyasta Aahet              | Tanvi             | [ 14 ] [ 15 ] |
| 2021 | Jine                                 | Sarah             |               |
| 2021 | 8 Don 75                             |                   |               |
| 2022 | Dil Dimaag Aur Batti                 | Jyoti             |               |
| 2023 | Chowk                                |                   | [ 16 ]        |

## Televisão
| Ano       | Título                                | Papel                 | Ref(s)        |
| --------- | ------------------------------------- | --------------------- | ------------- |
| 2011-2012 | Pinjara                               | Anandi                | [ 17 ] [ 18 ] |
| 2013-2014 | Vivah Bandhan                         | Mukta                 |               |
| 2018      | Chala Hawa Yeu Dya                    | Ela mesma (convidada) |               |
| 2019      | Kaale Dhande                          | Kimaya                | OTT lançado   |
| 2021      | Me Honar Superstar - Jallosh Dancecha | Hospedar              | [ 19 ]        |